# Foggia Calcio 2003-2004
Questa pagina raccoglie le informazioni riguardanti il Foggia Calcio nelle competizioni ufficiali della stagione 2003-2004.

## Stagione
Nella stagione 2003-2004 il neopromosso Foggia disputa il girone B del campionato di Serie C1, sempre allenato da Pasquale Marino, raccoglie 46 punti che valgono il nono posto finale. Il torneo ha promosso in Serie B il Catanzaro, seguito dal Crotone che vince i Play-off. I satanelli disputano un campionato molto equilibrato, con 23 punti raccolti in entrambi i gironi, sempre equidistanti da Play-off e Play-out. Nella Coppa Italia di Serie C i rossoneri disputano e vincono il girone P di qualificazione, ma poi nei sedicesimi di finale non riescono a superare lo scoglio del Chieti, che impone ai dauni due secche sconfitte. Due i calciatori foggiani che risultano i migliori marcatori di questa stagione, ancora una volta il barese Umberto Del Core che ha firmato 14 reti, delle quali 13 in campionato, ed il paraguaiano Alejandro Da Silva che realizza 10 reti in campionato e 4 in Coppa Italia.

## Rosa
| N. |                     | Ruolo | Calciatore         |
| -- | ------------------- | ----- | ------------------ |
|    | Italia (bandiera)   | D     | Pietro Assennato   |
|    | Italia (bandiera)   | C     | Umberto Brutto     |
|    | Italia (bandiera)   | C     | Pasquale Catalano  |
|    | Italia (bandiera)   | D     | Tommaso Chiecchi   |
|    | Italia (bandiera)   | C     | Giovanni Costanzo  |
|    | Italia (bandiera)   | D     | Domenico Creanza   |
|    | Italia (bandiera)   | P     | Valerio Curci      |
|    | Italia (bandiera)   | C     | Antonio D'Allocco  |
|    | Paraguay (bandiera) | A     | Alejandro Da Silva |
|    | Italia (bandiera)   | C     | Claudio De Rosa    |
|    | Italia (bandiera)   | A     | Roberto De Zerbi   |
|    | Italia (bandiera)   | A     | Umberto Del Core   |
|    | Italia (bandiera)   | P     | Antonio Efficie    |
|    | Nigeria (bandiera)  | A     | Hugo Enyinnaya     |

| N. |                   | Ruolo | Calciatore           |
| -- | ----------------- | ----- | -------------------- |
|    | Italia (bandiera) | C     | Davide Faieta        |
|    | Italia (bandiera) | A     | Renato Greco         |
|    | Italia (bandiera) | C     | Carmelo Imbriani     |
|    | Italia (bandiera) | C     | Francesco La Rosa    |
|    | Italia (bandiera) | C     | Nicola Mariniello    |
|    | Italia (bandiera) | A     | Francesco Marra      |
|    | Italia (bandiera) | D     | Eddy Mengo           |
|    | Italia (bandiera) | C     | Alessandro Moro      |
|    | Italia (bandiera) | A     | Alessandro Pellicori |
|    | Italia (bandiera) | D     | Marco Pennacchietti  |
|    | Italia (bandiera) | P     | Francesco Rossi      |
|    | Italia (bandiera) | D     | Sebastiano Sapienza  |
|    | Italia (bandiera) | C     | Vincenzo Silvestri   |
|    | Italia (bandiera) | C     | David Stefani        |

## Risultati

### Campionato

#### Girone di andata
| Arbitro: | Sacco (Civitavecchia) |

|  |           |                 |
|  | Marcatori | 6’ Quagliarella |

| Acireale 7 settembre 2003 2ª giornata | Acireale          | 0 – 0 | Foggia | Stadio Tupparello\| Arbitro: \| Gava (Conegliano) \| |
| Arbitro:                              | Gava (Conegliano) |       |        |                                                      |

| Arbitro: | Lena (Ciampino) |

|  |           |                  |
|  | Marcatori | 76’ V. Silvestri |

| Arbitro: | Marelli (Como) |

|                |           |                                |
| R. Greco 90+1’ | Marcatori | 17’ Ferrigno 36’, 90+3’ Corona |

| Arbitro: | Banti (Livorno) |

|                               |           |                            |
| Scandurra 22’ C. Esposito 42’ | Marcatori | 58’ Del Core 89’ Pellicori |

| Foggia 5 novembre 2003 6ª giornata | Foggia                | 0 – 0 | Viterbese | Stadio Pino Zaccheria\| Arbitro: \| Squillace (Catanzaro) \| |
| Arbitro:                           | Squillace (Catanzaro) |       |           |                                                              |

| Sora 12 ottobre 2003 7ª giornata | Sora                | 0 – 0 | Foggia | Stadio Claudio Tomei\| Arbitro: \| G. Rubino (Salerno) \| |
| Arbitro:                         | G. Rubino (Salerno) |       |        |                                                           |

| Arbitro: | Tonolini (Milano) |

|                 |           |  |
| A. Da Silva 35’ | Marcatori |  |

| Arbitro: | Brunialti (Trento) |

|                                            |           |                                            |
| R. Greco 5’ Mariniello 22’ A. Da Silva 84’ | Marcatori | 39’ (rig.) Molino 69’ Di Nardo 82’ Cerchia |

| Arbitro: | Zanardo (Conegliano) |

|             |           |                              |
| Rizzioli 4’ | Marcatori | 47’ Del Core 69’ A. Da Silva |

| Arbitro: | Pierpaoli (Firenze) |

|                            |           |               |
| A. Da Silva 47’ Brutto 79’ | Marcatori | 73’ Di Fausto |

| Giulianova 16 novembre 2003 12ª giornata | Giulianova          | 0 – 0 | Foggia | Stadio Rubens Fadini\| Arbitro: \| Barbirati (Ferrara) \| |
| Arbitro:                                 | Barbirati (Ferrara) |       |        |                                                           |

| Arbitro: | De Luca (Pescara) |

|                                                        |           |                   |
| Del Core 23’, 52’, 79’ A. Da Silva 29’, 55’ Brutto 33’ | Marcatori | 24’ (rig.) Pagana |

| Martina Franca 7 dicembre 2003 14ª giornata | Martina            | 0 – 0 | Foggia | Stadio Giuseppe Domenico Tursi\| Arbitro: \| Mariuzzo (Venezia) \| |
| Arbitro:                                    | Mariuzzo (Venezia) |       |        |                                                                    |

| Arbitro: | Lops (Torino) |

|  |           |                                    |
|  | Marcatori | 30’ Taua 71’ M. Manca 86’ Deflorio |

| Arbitro: | Giglioni (Siena) |

|                    |           |  |
| Porchia 37’ (rig.) | Marcatori |  |

| Arbitro: | Tonolini (Milano) |

|  |           |                    |
|  | Marcatori | 14’ Ferreira Pinto |

#### Girone di ritorno
| Arbitro: | Ciampi (Roma) |

|  |           |                                    |
|  | Marcatori | 47’ Del Core 52’ (rig.) Mariniello |

| Arbitro: | Velotto (Grosseto) |

|              |           |                                   |
| Del Core 77’ | Marcatori | 24’ Pagana 68’, 90+5’ Mastrolilli |

| Arbitro: | Gava (Conegliano) |

|                           |           |             |
| Del Core 4’ Enyinnaya 34’ | Marcatori | 80’ Zaminga |

| Arbitro: | Pantana (Macerata) |

|              |           |  |
| Corona 90+3’ | Marcatori |  |

| Arbitro: | Zanardo (Conegliano) |

|  |           |                        |
|  | Marcatori | 75’ (rig.), 88’ Borneo |

| Arbitro: | Lops (Torino) |

|                |           |              |
| Martinetti 41’ | Marcatori | 24’ Del Core |

| Arbitro: | Vicinanza (Albenga) |

|              |           |              |
| Del Core 24’ | Marcatori | 79’ Costanzo |

| Arbitro: | Gava (Conegliano) |

|  |           |                               |
|  | Marcatori | 68’ Del Core 90+3’ F. La Rosa |

| Benevento 21 marzo 2004 26ª giornata | Sporting Benevento | 0 – 0 | Foggia | Stadio Santa Colomba\| Arbitro: \| Tonolini (Milano) \| |
| Arbitro:                             | Tonolini (Milano)  |       |        |                                                         |

| Arbitro: | Barbirati (Ferrara) |

|                             |           |            |
| Creanza 70’ A. Da Silva 90’ | Marcatori | 6’ Ragatzu |

| Arbitro: | Giglioni (Siena) |

|                      |           |                                          |
| Panarelli 24’ (rig.) | Marcatori | 4’ Del Core 45+1’ Faieta 75’ A. Da Silva |

| Arbitro: | Tommasi (Bassano del Grappa) |

|                                              |           |  |
| De Zerbi 49’ (rig.), 59’ Trevisan 74’ (aut.) | Marcatori |  |

| Arbitro: | Ciliberto (Merano) |

|                                                    |           |                 |
| Lolli 18’ (rig.) Chigou 36’, 64’, 78’ G. Russo 80’ | Marcatori | 38’ A. Da Silva |

| Arbitro: | Salati (Trento) |

|                                       |           |                                              |
| Del Core 47’ De Zerbi 66’, 72’ (rig.) | Marcatori | 28’ Mitri 52’ (rig.), 57’ (rig.) W. Da Silva |

| Arbitro: | Bernardoni (Modena) |

|                     |           |  |
| Ola 1’ Matteini 21’ | Marcatori |  |

| Arbitro: | P.S. Mazzoleni (Bergamo) |

|                              |           |             |
| De Zerbi 28’ A. Da Silva 50’ | Marcatori | 53’ Beretta |

| Arbitro: | Mannella (Avezzano) |

|                                     |           |            |
| L. Corradi 25’ Chafer 41’ Nassi 44’ | Marcatori | 79’ Faieta |

### Coppa Italia di Serie C

#### Girone P
| Arbitro: | Finazzi (Torino) |

|                                                                          |           |             |
| Del Core 10’ R. Greco 12’ Pellicori 49’ Sapienza 74’ De Zerbi 79’ (rig.) | Marcatori | 35’ Di Maio |

| Arbitro: | Squillace (Catanzaro) |

|  |           |                                                            |
|  | Marcatori | 28’, 29’, 63’, 90’ A. Da Silva 55’ Mariniello 86’ La Porta |

| Arbitro: | G. Rubino (Salerno) |

|                   |           |              |
| Pennacchietti 55’ | Marcatori | 71’ Carlucci |

| 27 agosto 2003 4ª giornata |  | – Turno di riposo Foggia |  |  |

| Arbitro: | Nappi (Napoli) |

|                        |           |                           |
| Cerchia 14’ Molino 25’ | Marcatori | 10’ R. Greco 22’ De Zerbi |

#### Sedicesimi di finale
| Arbitro: | Mannella (Avezzano) |

|              |           |                                     |
| R. Greco 56’ | Marcatori | 10’ Onesti 31’ M. Tacchi 85’ Aquino |

| Arbitro: | Fugante (Macerata) |

|                                                                                |           |  |
| M. Tacchi 1’ Terrevoli 23’ Aquino 27’, 83’ F. Di Bari 32’ Romito 44’ Melle 80’ | Marcatori |  |